# اچ‌ام‌اس بی۶
اچ‌ام‌اس بی۶ (به انگلیسی: HMS B6) یک زیردریایی بود که طول آن ۱۳۵ فوت (۴۱ متر) بود. این زیردریایی در سال ۱۹۰۵ ساخته شد.